# Mezek

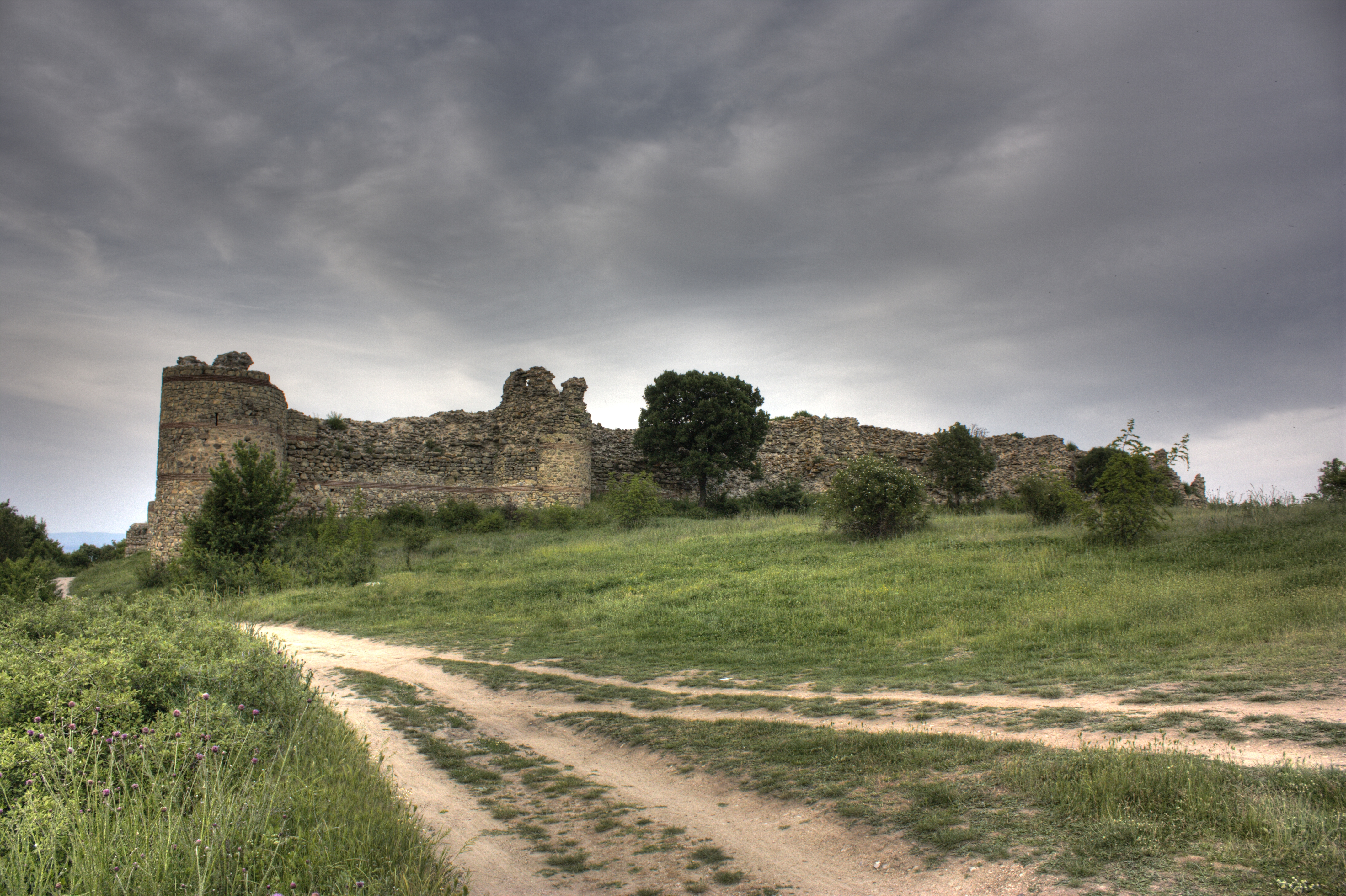
Twierdza Neutzikon

Mezek (bułg. Мезек) – wieś w Bułgarii, w obwodzie Chaskowo, w gminie Swilengrad. Według danych szacunkowych Ujednoliconego Systemu Ewidencji Ludności oraz Usług Administracyjnych dla Ludności, 15 grudnia 2018 roku miejscowość liczyła 330 mieszkańców.

## Położenie
Mezek znajduje się na płaskim terenie, u stóp Rodop Wschodnich. Położony 10 km na zachód od Swilengradu i 50 km od Chaskowa. Obecnie na terenie Mezku prowadzone są wykopaliska archeologiczne, gdzie wciąż odkrywane są różne przedmioty i szczątki ludzkie z okresu starożytności (Trakowie) i średniowiecza (Protobułgarzy, Słowianie południowi).

## Zabytki
- Grobowiec Mal-Tepe - trackie miejsce pochówku, prawdopodobnie należące do jednego z odryjskich władców
- bizantyjska twierdza Neutzikon (bułg. Неутзикон) z czasów starożytności.